# Racine treizième d'un nombre de 100 chiffres
Trouver la racine treizième d'un nombre de 100 chiffres signifie trouver le nombre entier qui, multiplié 12 fois par lui-même, donne le nombre proposé à 100 chiffres. Le nombre proposé est choisi parmi ceux qui ont une racine treizième entière.

## Résultat
Le résultat compte toujours 8 chiffres et commence toujours par 4 (en effet la racine se situe nécessairement entre 41 246 264 et 49 238 826). De plus, le dernier chiffre du résultat est identique au dernier chiffre du nombre de départ (c'est une propriété que le nombre 13 partage avec 1 789 comme avec tout nombre congru à 1 modulo  φ(10) = 4). Il reste donc 6 chiffres à trouver. D'autres astuces arithmétiques permettent d'accélérer le calcul.

## Records
En 1972, le Guinness Book a homologué le record de Herbert B. de Grote qui a réussi le 5 octobre 1970 à Mexico, à extraire mentalement la racine treizième d'un nombre de 100 chiffres en 23 minutes.
Le néerlandais Wilhelm Klein, chercheur (ou plutôt « calculateur humain » à l'époque) au CERN, s'est appliqué à améliorer ce record, descendant progressivement sous les 5 minutes. Son record le plus célèbre fut réalisé le 7 avril 1981 au laboratoire de physique des hautes énergies de Tsukuba au Japon, avec un calcul réussi en 88 secondes. Ce calcul précis portait sur le nombre :
8 800 844 344 048 929 957 521 901 577 223 641 785 941 172 005 261 565 487 280 650 870 412 023 307 854 274 990 144 578 442 271 602 817
dont la racine treizième est 48 757 377.
C'est quelques années plus tard que Gert Mittring, un allemand de 22 ans, réussit le 26 novembre 1988 à battre ce record avec un temps de 39 secondes.
Le 10 mai 2002, le français Alexis Lemaire réalisa un temps de 13,55 secondes, pour l'extraction de la racine treizième du nombre :
2 928 811 583 487 520 106 055 356 735 278 365 212 219 650 202 093 713 928 425 510 086 152 669 633 464 222 587 770 308 279 739 304 053
qui est 44 800 613. Il garda ce record jusqu'au 24 novembre 2004, quand Gert Mittring réussit un tel calcul mental en 11,8 secondes. Ce résultat n'est cependant pas officiel. Le 17 décembre 2004, Alexis Lemaire lui reprit le titre à l'université de Reims en trouvant une racine en seulement 3,625 secondes, lecture, calcul et affichage inclus. Il considère cette performance comme trop facile pour lui. Ce record est toutefois non officiel.